# Shigetarō Yamamoto
Shigetarō Yamamoto (jap. 山本 繁太郎, Yamamoto Shigetarō; * 14. November 1948 in Yanai, Präfektur Yamaguchi; † 15. März 2014 in Ube, Präfektur Yamaguchi) war ein japanischer Politiker und von 2012 bis 2014 Gouverneur von Yamaguchi.
Yamamoto, Absolvent der rechtswissenschaftlichen Fakultät der Universität Tokio, wurde nach seinem Abschluss 1972 Beamter im damaligen Bauministerium, das 2001 Teil des MLIT wurde. Zuletzt leitete er dort ab 2004 die Wohnungsabteilung (jūtaku-kyoku) und war ab 2006 shingikan, eine Position unterhalb der Staatssekretäre. 2007 übernahm er die Leitung einer Abteilung für chiiki kasseika, „Belebung der Regionen“, beim Kabinettssekretariat, die stadt- und regionalplanerische Aufgaben in der Zentralregierung als Querschnittsaufgabe koordinieren soll.
Den Wechsel in die Politik versuchte Yamamoto 2008 bei einer Nachwahl zum Shūgiin, dem Unterhaus des nationalen Parlaments, im 2. Wahlkreis Yamaguchi. Für die Liberaldemokratische Partei (LDP) bewarb er sich um die Nachfolge von Yoshihiko Fukuda (LDP), der für seine (erfolgreiche) Kandidatur zum Bürgermeister der Stadt Iwakuni zurückgetreten war. Allerdings unterlag Yamamoto dem Demokraten Hideo Hiraoka. Bei der regulären Wahl 2009 konnte Yamamoto den Stimmenrückstand auf Hiraoka von über 20 auf rund 12 Tausend Stimmen verkürzen, unterlag aber erneut und verfehlte angesichts des insgesamt schlechten Abschneidens der LDP trotz seines relativ guten Wahlkreisergebnisses (sekihairitsu, „Verlustquote“, 90,1 %) auch ein Verhältniswahlmandat.
Nachdem Gouverneur Sekinari Nii angekündigt hatte, sich zur Gouverneurswahl im Juli 2012 zurückziehen zu wollen, erklärte Yamamoto im März 2012 seine Kandidatur für die Nachfolge. Er kandidierte mit Unterstützung Niis und der Präfekturverbände von LDP und Kōmeitō. Wichtigster der drei Gegenkandidaten war der von der Midori no Mirai unterstützte Energieforscher Tetsunari Iida, der seinen Wahlkampf auf die nationale energiepolitische Debatte über die Zukunft der Kernkraft konzentrierte – in der Stadt Kaminoseki im Landkreis Kumage im Südosten der Präfektur plant Chūgoku Denryoku ein neues Kernkraftwerk mit zwei Reaktoren, das schon seit Jahrzehnten heftig umstritten war; dennoch wurde 2009 mit Landgewinnungs- und anderen vorbereitenden Maßnahmen für den Bau begonnen. Im Wahlkampf änderte Yamamoto seine Position zum Kraftwerk Kaminoseki: Hatte er vorher für eine Fortsetzung der nach dem Großen Ostjapanischen Erdbeben unterbrochenen Arbeiten plädiert, schlug er nun ein „Einfrieren“ vor, bis die Zentralregierung eine neue Energiepolitik formuliert habe. Gouverneur Nii hatte bereits angekündigt, die im Oktober 2012 auslaufende Genehmigung zunächst nicht zu verlängern. Ein weiteres Wahlkampfthema war die vom Pentagon beschlossene Stationierung von „Osprey“-Kipprotorflugzeugen in Iwakuni, die wegen Sicherheitsbedenken umstritten ist. Yamamoto sprach sich im Wahlkampf gegen einen Einsatz der Maschinen aus, solange die Sicherheitsbedenken nicht ausgeräumt sind. Bei deutlich gestiegener Wahlbeteiligung setzte sich Yamamoto mit rund 48 % der Stimmen gegenüber 35 % für Iida durch. Er trat das Gouverneursamt am 22. August 2012 an.
Im Oktober 2013 wurde Yamamoto ins Krankenhaus eingeliefert und reichte am 9. Januar 2014 im Krankenhaus seinen Rücktritt bei Präfekturparlamentspräsident Shungaku Yanai ein. Der Rücktritt wurde mit der Annahme durch das Präfekturparlament am 14. Januar 2014 wirksam. Yamamoto verstarb am 15. März 2014 an Lungenkrebs.